# O Fio da Memória
O fio da memória  é um documentário brasileiro de longa metragem, produzido entre 1988 a 1991, dirigido por Eduardo Coutinho. O documentário, dividido em duas partes, aborda a respeito da cultura e identidade dos negros e principalmente sobre a escravidão, em meio ao Centenário da Abolição da Escravatura. 

## Sinopse
Gabriel Joaquim dos Santos, nascido em 1892,  era residente do bairro do Vinhateiro, São Pedro da Aldeia, no Rio de Janeiro. Filho de ex escravos, nasceu quatro anos depois da abolição da escravatura. Trabalhou praticamente a vida inteira em salinas e na roça. Construiu a própria casa (Casa da flor) e tornou-se artista por natureza, recolhendo e reutilizando materiais como lâmpadas, cacos de vidros, pedaços de azulejos e até mesmo resto de lixos, servindo de decoração e criando sua arte. Morreu em 1985, aos 92 anos.  
Gabriel é o personagem escolhido por Eduardo Coutinho para caracterizar e servir de molde para o enredo do documentário. Relatos gravados e depoimentos escritos em cadernetas servem como registro histórico, geográfico e cultural do país.
O fio da memória inicia com uma breve narração (Milton Gonçalves e Ferreira Gullar) sobre o Brasil colonizado por Portugal e sobre o início do tráfego negreiro e da escravidão. Através de depoimentos, entrevistas e relatos do cotidiano, o documentário é um documento histórico, cultural e revelador do Brasil e da identidade e trajetória dos negros.

## Produção
Uma produção de Sagres Cinema Televisão e vídeo, CineFilmes e Fundação de Artes do Estado do Rio de Janeiro (FUNARJ), numa distribuição da Prefeitura Rio Filme e patrocínio da Secretaria de Estado de Cultura do Rio de Janeiro.